# 巴黎南十一大综合理工学院
巴黎南十一大学工程师学院（法語：École Polytechnique de l'université Paris-XI）是法国的一所工程师学院，被纳入巴黎南十一大学内。其位于奥赛校园的工程师院内（在高等电力学院和奥赛技术学院的旁边）。巴黎十一大学工程师学院共颁发以下五个专业的工程师学位：电子和嵌入式系统，电气工程，计算机科学，材料科学和光电工程。
2009年3月19日,IFIPS成为Polytech工程师网络的成员，并且从2010年1月1日起开始采用Polytech Paris-Sud这个名字。学校与华中科技大学，西安电子科技大学有"3+3"交换项目。